# Frielinghausen (Eslohe)
Frielinghausen ist ein Ortsteil von Eslohe (Sauerland) im nordrhein-westfälischen Hochsauerlandkreis.
Die Ortschaft liegt in einer Höhe von rund 310 m rund 1,5 km südlich von Bremke. Der Ortsteil mit 95 Einwohnern (Stand Juni 2023) und 40 Häusern befindet sich direkt an der Bundesstraße 511. Durch den Ort fließt die Wenne. An Frielinghausen grenzen die Ortschaften Dorlar, Bremke und Lochtrop. Die Wennebrücke in Frielinghausen wurde im Jahr 1910 erbaut.
Frühe Anhaltspunkte über die Größe des Ortes ergeben sich aus einem Schatzungsregister (diente der Erhebung von Steuern) für das Jahr 1543. Demnach gab es in „Frylinghausen“ 4 Schatzungspflichtige; die Zahl dürfte mit den damals vorhandenen Höfen bzw. Häusern übereingestimmt haben.

## Religion

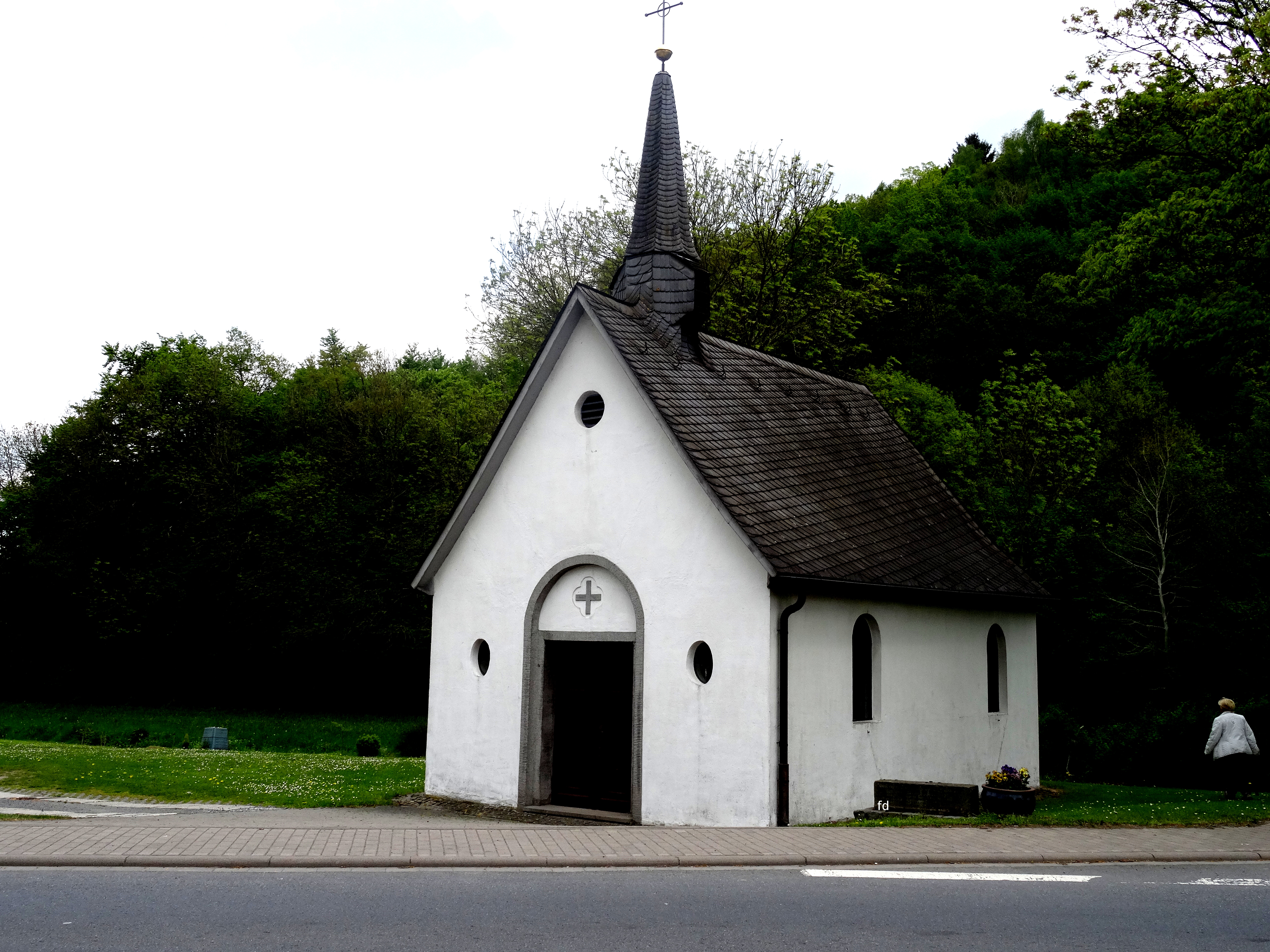
St.-Nikolaus-Kapelle

Die Nikolauskapelle in Frielinghausen war ursprünglich Privateigentum von sechs Solstättern der Ortschaften Frielinghausen und Lochtrop. Nach langjährigen Verhandlungen wurde am 27. September 1887 die Kapelle der katholischen Kirchengemeinde Eslohe zugeschrieben. Wann die Kapelle erbaut wurde, ist unbekannt. Ein Kreuzweg aus dem Jahr 1893 führt zur Fatimakapelle auf dem Drüpel zwischen Frielinghausen und Bremke.